# Cybianthus glaucus
Cybianthus glaucus är en viveväxtart som beskrevs av Henry Hurd Rusby. Cybianthus glaucus ingår i släktet Cybianthus, och familjen viveväxter. Inga underarter finns listade i Catalogue of Life.